# 鈴木進 (放射線金属化学者)
鈴木 進（すずき すすむ、1923年- ）は、日本の材料工学者。専門は放射線金属化学。東北大学名誉教授。第13代東北大学金属材料研究所所長。元日本アイソトープ協会滝沢研究所長。

## 人物・経歴
1958年年7月、東北大学工学部アクチノイド物質科学研究部門助教授、1963年8月、東北大学大学院工学研究科原子核工学専攻放射線金属化学部門教授。1984年4月2日〜1987年3月31日、東北大学金属材料研究所所長。1987年3月、同研究所 定年退官。のち、東北放射線センター理事長。

## 著書
- 『金属材料の光度定量法』 後藤秀弘, 柿田八千代, 鈴木 進 共著 丸善 1956